# SC Lituania Tilsit
Der SC Lituania Tilsit war ein deutscher Sportverein der ostpreußischen Stadt Tilsit, heute Sowetsk.

## Vereinsgeschichte
Der 1907 gegründete Verein spielte innerhalb des Baltischen Rasensport-Verbandes (BRV). In der Spielzeit 1910/11 qualifizierte sich Tilsit durch den Sieg in der Bezirksliga Tilsit/Memel für die baltische Endrunde, bei der die Mannschaft nach Siegen über den SC Preußen Insterburg und den SV Ostmark Danzig etwas überraschend die baltische Fußballmeisterschaft gewannen. Durch diesen Sieg qualifizierte sich Tilsit für die deutsche Fußballmeisterschaft 1910/11, verzichtete jedoch wegen zu hoher Reisekosten auf die Austragung des Viertelfinalspiels gegen den Berliner TuFC Viktoria 89.
Auch 1911/12 und 1912/13 wurde Lituania Tilsit Bezirksmeister von Tilsit/Memel, in den anschließenden baltischen Endrunden unterlag der Verein jedoch jeweils im Halbfinale den Königsberger Vereinen. Nach dem Ersten Weltkrieg wurden die Spielklassen im nun Baltischer Rasen- und Wintersport-Verband genannten Verband umstrukturiert. Der Bezirk Tilsit/Memel war nun Bestandteil des Kreises I Ostpreußen, der Sieger qualifizierte sich nun also nicht mehr direkt für die baltische Endrunde, sondern spielte zuerst den Kreismeister Ostpreußens aus. 1919/20, 1920/21, 1921/22, 1923/24 und 1924/25 wurde Lituania Tilsit erneut Bezirksmeister in Tilsit, musste sich aber in der ostpreußischen Endrunde den Königsberger Vereinen geschlagen geben und verpasste somit die Teilnahme an der baltischen Fußballendrunde. 1925/26 verpasste Tilsit die Qualifikation für die zur kommenden Spielzeit neu eingeführte oberste Ostpreußenliga und spielte fortan zweitklassig. In der Spielzeit 1928/29 wurde Lituania Tilsit Sieger der Staffelliga Ost und qualifizierte sich für die Aufstiegsrunde zur erstklassigen Ostpreußenliga 1928/29. In dieser Qualifikationsrunde war Tilsit am Ende punktgleich mit dem SV Hindenburg Allenstein, so dass ein Entscheidungsspiel einberufen wurde. Aus unbekannten Gründen verzichtete Tilsit jedoch auf die Austragung dieses Entscheidungsspiels, so dass Allenstein kampflos aufstieg.
1929 erfolgte die Fusion mit dem VfK Tilsit 1911/21 zum Tilsiter SC.

## Erfolge
- Baltischer Fußballmeister: 1911
- Bezirksmeister Tilsit: 1911, 1912, 1913, 1920, 1921, 1922, 1924, 1925